# Соколов, Нахум
Наху́м Со́колов (Ну́хим Шмуэл-Иосифович Со́колов, ивр. נחום סוקולוב‎) — еврейский писатель, поэт и драматург, издатель, публицист. Пионер журналистики на иврите, многолетний сионистский лидер.

## Биография
Родился в 1859 году в Вышогруде в еврейской ортодоксальной семье. Его отец Шмуль-Иосеф Ицикович Соколов (1827—1879) был мелким торговцем; мать, Марьем-Гитл Кон — домохозяйкой. Получил основательное религиозное образование у отца и деда, а также некоторое светское образование. Обладая блестящими способностями смог овладеть светской культурой, в частности знал не менее 12 языков. С семнадцати лет начал писать в газетах, в том же возрасте женился и стал жить в доме тестя. В 1880 году переехал в Варшаву. Много лет писал в газету на иврите «Ха-Цфира» («Сирена»), постепенно стал её соредактором и совладельцем.
Был пионером ивритской журналистики, в совершенстве владея ивритом, впервые начал писать на нём современным стилем сообщения о текущих событиях. Также путешествовал и печатал путевые заметки. Сотрудничал с еврейскими газетами и на других языках — польском и идиш. Писал также стихи, рассказы, пьесы, исторические исследования на иврите. Однако главные силы бросал на развитие журналистики на иврите. Издавал ежегодники ивритской литературы «Ха-Ассиф» («Жатва»), пользовавшимся огромным успехом.
Выступал за предоставление евреям равноправия, но выражал опасения, что это приведёт к ассимиляции и потере национального своеобразия. Критиковал протосионистсткое движение Ховевей Цион и работу Пинскера «Автоэмансипация», и поначалу относился к сионизму прохладно.
С Первого Сионистского конгресса, где Соколов был представителем прессы, он вернулся убеждённым сторонником сионизма. С этого момента он становится ближайшим сподвижником Теодора Герцля, многолетним ярким лидером движения. Хотя сам Соколов отошёл от иудейской религии, он понимал важность участия религиозных евреев и написал призыв, который способствовал созданию движения «Мизрахи». В 1903 году перевёл на иврит утопический роман Герцля «Альтнойланд» под названием «Тель-Авив», что стало названием города Тель-Авив.
С 1906 года участвовал в практической политике сионизма, стал генеральным секретарём Всемирной сионистской организации. Участвовал в переговорах с премьер-министром России С. Ю. Витте, руководителями Турции, католической церкви. В США он был с восторгом принят встречен местными евреями, был принят государственным секретарём У. Брайаном. Был в составе комиссии по выработке формулировки декларации Бальфура.
Продолжал неутомимо путешествовать и в 1920-е годы, встречался с королём Италии Виктором Эмануилом III, получил от Муссолини заверения в поддержке сионизма. На 12-м Сионистском конгрессе в 1921 году Соколов был избран председателем Сионистского исполнительного комитета, проработав на этом посту до 17-го Сионистского конгресса в 1931 году, когда он стал президентом (председателем) Всемирной сионистской организации. Занимал эту должность до 1935 года, когда был избран её почётным президентом (новым президентом стал Хаим Вайцман).
В сионистской деятельности стремился к единству сил, избегая крайних позиций. Видел реализацию целей сионизма как средство в участии евреев в общем прогрессе человечества.

## Семья
Жена — Регина (Неха) Исааковна Сегал (?—1925).